# August Tornberg
John Erik August Tornberg, född 31 maj 1992 i Pajala och senare uppvuxen i Boden, är en svensk professionell ishockeyspelare (back) som spelar för Färjestad BK i SHL. Hans moderklubb är Björns IF.
August är yngre bror till ishockeyspelaren Johannes Tornberg, samt kusin till expertkommentatorn och före detta ishockeyspelaren Johan Tornberg.